# Сальм
Сальм (рос. Сальм) — південний острів архіпелагу Земля Франца-Йосифа. Площа острова 278 км², найвища точка — 343 метри. Адміністративно відноситься до Приморського району Архангельської області Росії.

## Географія
Острів Сальм має нерівну округлу форму і майже повністю, крім невеликого півострова в південній частині, покритий льодом. Із загальної площі острова — 278 км², льодами покрито 96,4 % території — 268 км². Довжина берегової лінії — 69 кілометрів максимальна довжина острова — 17 кілометрів.
Найзахідніша точка острова — мис Левченка, названий на згадку про штурмана Віктора Левченка з екіпажу Сигізмунда Леваневського, літак якого зник імовірно над Арктикою при перельоті з Москви через Північний полюс у Фербенкс, штат Аляска, США.
Через острів Сальм проходить 60-й меридіан східної довготи.

## Історія
Острів Сальм був виявлений 26 березня 1874 року австро-угорської полярною експедицією, очолюваною військовим топографом і альпіністом Юліусом Пайєром (першовідкривачем Землі Франца-Йосифа) і військовим моряком Карлом Вейпрехтом. Острів був названий ними на честь шляхетного роду Зальмів, до якого належав один із головних спонсорів експедиції.